# Musei
Musei (sardinski: Mùsei) je grad i općina (comune) u pokrajini Južnoj Sardiniji u regiji Sardiniji, Italija. Nalazi se na nadmorskoj visini od 119 metara i ima 1 528 stanovnika.
 Prostire se na 20,27 km². Gustoća naseljenosti je 75 st/km².
Susjedne općine su: Domusnovas, Iglesias, Siliqua i Villamassargia.